# Bettina Jansen-Schulz

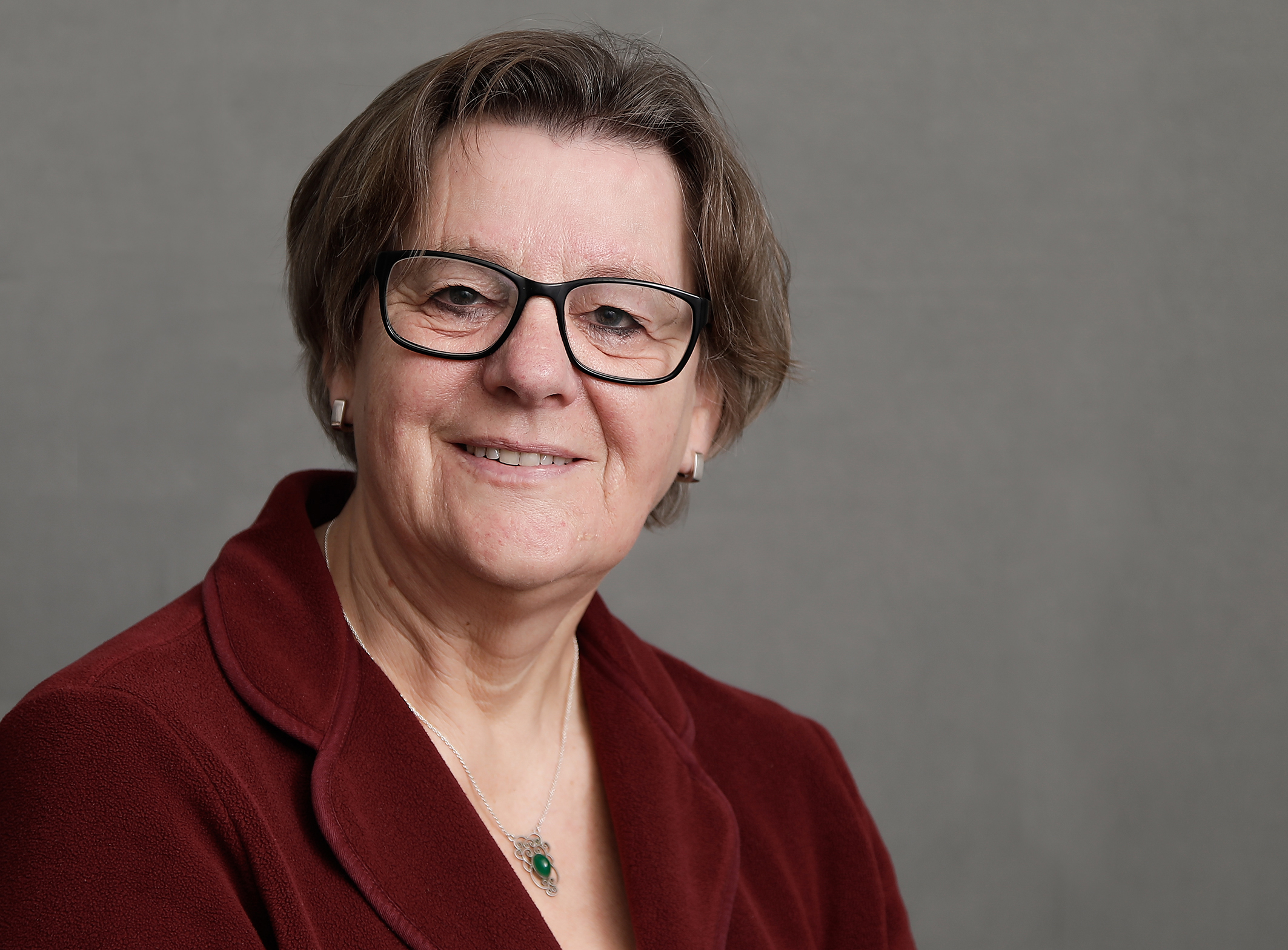
Bettina Jansen-Schulz

Bettina Jansen-Schulz (* 1950 in Freiburg/Breisgau) ist eine deutsche Hochschuldidaktikerin und Genderexpertin.

## Leben und Wirken
Bettina Jansen-Schulz arbeitete nach einer Ausbildung zur Erzieherin (1968 bis 1972) mehrere Jahre in verschiedenen sozialen Einrichtungen. Sie studierte Sozialpädagogik (1974 bis 1976) an der HAW Hamburg, gründete 1977 nach der Geburt ihres ersten Kindes eine Mütter-Kind-Initiative in Burg auf Fehmarn und engagierte sich in der Folge bundesweit in Bundesprojekten für Mütterinitiativen. 1979 bis 1982 studierte sie Erziehungs- und Sozialwissenschaften an der Universität Hamburg, das sie mit einer Diplomarbeit zum Thema „Mütterinitiativen“ abschloss. 1994 promovierte sie mit der Arbeit „Das andere Lernen. Frauen in (ländlichen) Elterninitiativen“ an der Helmut-Schmidt-Universität Hamburg.
Von 1988 bis 2018 war Bettina Jansen-Schulz an mehreren Hochschulen und Universitäten in der Forschung und Lehre zu den Themen Hochschuldidaktik und Gender-Diversity tätig. Wichtige Stationen waren:
- 1988 bis 2004: Projekte und Lehre an der Universität Hamburg im Bereich Hochschuldidaktik
- 2004 bis 2011: Projekt Genderkompetenz – Entwicklung der Strategie „Integratives Gendering“ an der Leuphana Universität Lüneburg, Aufbau der Hochschuldidaktik
- 2011 bis 2018: Aufbau und Geschäftsleitung der Hochschuldidaktik und der internen Weiterbildung an der Universität zu Lübeck
- Seit 2012: Gutachterin der österreichischen Forschungsfördergesellschaft
- Seit 2018: Lehrbeauftragte und Mentorin an der TH Lübeck

## Veröffentlichungen (Auswahl)
- mit Kerstin Oltmanns: Gender Mainstreaming - Hilfestellung für die Praxis. Ministerium für Soziales, Jugend, Familie, Senioren, Integration und Gleichstellung des Landes Schleswig-Holstein (2024)

- mit Till Tantau: Excellent Teaching. Principles, Structures and Requirements, Publication dghd Volume 134, Bertelsmann Verlag (2018)
- mit Christa Cremer-Renz: Von der Internationalisierung der Hochschule zur transkulturellen Wissenschaft. Nomos Verlag Baden-Baden (2012)
- mit Kathrin van Riesen: Vielfalt und Geschlecht – Kategorien für Lehre und Forschung, Budrich UniPress Verlag Opladen (2011)
- mit Christa Cremer-Renz: Innovative Lehre – Grundsätze, Konzepte, Beispiele der Leuphana Universität Lüneburg; Universitätsverlag Webler, Bielefeld (2010)
- mit Christine Deja: Integratives Gendering – „Ich würde ja gern, aber ich frage mich, wie!“ Best Practice aus dem Genderberatungsprojekt 2010 in den technischen Fakultäten der Fachhochschule Hannover. Gleichstellungsbüro der Fachhochschule Hannover (2010)
- mit Jörg Steinbach: Gender im Experiment – Gender in Experience. Ein Best Practice Handbuch zur Integration von Genderaspekten in naturwissenschaftliche und technische Lehre, TU Berlin Verlag, Berlin (2009)
- mit Ingrid Haasper: KeyCompetence Gender. HAWK-Ringvorlesung 2007/2008. LIT Verlag Hamburg (2008)
- mit Anne Dudeck: „Zukunft Bologna“ Gender und Nachhaltigkeit als Leitideen für eine neue Hochschulkultur, Tagungsdokumentation Peter Lang Verlag Frankfurt, New York (2007)
- mit Ruth Becker, Beate Kortendiek & Gudrun Schäfer: Gender-Aspekte bei der Einführung und Akkreditierung gestufter Studiengänge - eine Handreichung. Studien Netzwerk Frauenforschung NRW Nr. 7. Dortmund (ISBN 3-936199-06-X) (2006)
- mit Anne Dudeck: Hochschuldidaktik und Fachkulturen. Gender als didaktisches Prinzip Bielefeldt, Universitätsverlag Webler (2006)
- mit Conni Kastel: „Jungen arbeiten am Computer, Mädchen können Seil springen“ Computerkompetenzen von Mädchen und Jungen. Forschung, Praxis und Perspektiven für die Grundschule, KoPädVerlag München (2004)
- mit Bettina Hoeltje & Katharina Liebsch: Stationen des Wandels. Rückblicke und Fragstellungen zu dreißig Jahren Bildungs- und Geschlechterforschung, Lit-Verlag Hamburg (2001)
- (Hrsg.): Schule und Arbeitswelt. Zwischen Thematisierung und De-thematisierung von Geschlecht. Das Lübecker Netzwerk zur Berufsorientierung – ein schulischer BLK-Modellversuch, Kleine Verlag Bielefeld (1998)

## Auszeichnungen
- 1996: Ehrung des Ministeriums für Frauen und Bildung Schleswig-Holstein für ehrenamtliche landes- und bundesweite Frauenfördermaßnahmen
- 1998: Trägerin der Verdienstmedaille der Bundesrepublik Deutschland für ehrenamtliche Frauenförderung[7]
- 2013: Ernennung zur Ehrenbürgerin der Fachhochschule Lübeck[8]